# 19730 Machiavelli
19730 Machiavelli è un asteroide della fascia principale. Scoperto nel 1999, presenta un'orbita caratterizzata da un semiasse maggiore pari a 3,1455171 UA e da un'eccentricità di 0,4158253, inclinata di 22,86817° rispetto all'eclittica.